# Большая Мновица
Большая Мновица — река в России, протекает в Кичменгско-Городецком районе Вологодской области. Устье реки находится в 15 км по левому берегу реки Остапенец. Длина реки составляет 10 км.
Исток реки находится на Северных Увалах в 7 км к востоку от деревни Демино. Генеральное направление течения — восток. Притоки — Измица, Осоково (правые). Всё течение проходит по ненаселённому заболоченному лесному массиву.

## Данные водного реестра
По данным государственного водного реестра России и геоинформационной системы водохозяйственного районирования территории РФ, подготовленной Федеральным агентством водных ресурсов:
- Бассейновый округ — Двинско-Печорский;
- Речной бассейн — Северная Двина;
- Речной подбассейн — Малая Северная Двина;
- Водохозяйственный участок — Юг;
- Код водного объекта — 03020100212103000010675.